# Orfeó l'Harpa d'Inca
L'Orfeó l'Harpa d'Inca és un orfeó d'Inca. Va ser fundat el 20 d'abril de 1920 per Miquel Duran i Saurina. Als seus inicis i sota la direcció del músic inquer Jaume Albertí i Ferrer anà forjant un repertori principalment integrat per cançons populars, harmonitzades pels mestres notables de l'àrea musical catalana.
Durant el decenni 1921-1931 l'Orfeó gaudí d'una gran vitalitat i foren nombrosos els concerts arreu de l'illa. És de ressenyar el fet que moltes de les obres que anaven sorgint dels més destacats compositors locals eren plasmades musicalment per l'Harpa. Aquest va esser el cas del Te Deum de Miquel Tortell, de la Missa de Bernat Salas i de l'himne Mallorquins aimem la terra d'Antoni Pol.
Dels anys 50 i 70 destaquen les col·laboracions amb l'Orfeó Municipal de Palma, amb la interpretació d'El Messies de Haendel amb l'Orquestra Simfònica de Mallorca i altres entitats illenques, així com la seva participació en actes religiosos de la ciutat.
A partir de l'any 1983 i sota la direcció de Miquel Aguiló, l'Harpa realitzà nombrosos concerts per diferents pobles de Mallorca i, a la vegada, consolidà la seva implicació activa en la vida cultural de la ciutat d'Inca: concert de Reis, concert de fires, concerts de primavera, a més d'actuacions fora de la nostra illa: a Menorca, Eivissa, Salamanca, Galícia i Alemanya.
Entre els anys 1995 i 2009 l'Harpa va ser dirigida per M. Magdalena Aguiló Estrany, etapa durant la qual es treballaren obres per a cor i orquestra de cambra com Te Deum de Purcell, Magnificat de Vivaldi, Missa Brevis KV 220 de Mozart, Missa en Sol major op. 167 de Schubert, Stabat Mater de Rheinberger i Gloria d'Vivaldi, tot això amb la col·laboració de directors convidats com Francesc Bonnín, Carles Ponseti, Joana M. Coll i José M. Moreno, entre d'altres.
L'any 1998 l'Harpa participà en l'edició del disc compacte dedicat a l'organista i compositor Bernat Salas, dins el marc de la Nit Bielenca organitzada per la Fundació ACA.
Juntament amb l'Orfeó d'Alaró, la coral va interpretar un programa dedicat a Verdi i Orff amb l'Orquestra Simfònica i el Cor de Cambra de l'Escola de Música d'Ibbenbüren i la Coral Cantate’97 de Riesenbeck.
L'any 2006 l'Harpa va prendre part en el I Aplec de Corals de les terres de parla catalana, realitzat a Amposta.
En el Pregó del Dijous Bo de l'any 2006 l'Harpa interpretà la Missa de la Coronació de Mozart amb l'Orquestra Simfònica de les Illes Balears, dirigits per Carles Ponseti i l'any 2008, Carmina Burana de Carl Orff a l'Auditorium de Palma amb l‘Orquestra Simfònica de les Illes Balears, dirigida per Robert Reimer. En nombroses ocasions l'Orfeó ha cantat Carmina Burana juntament amb corals com l'Orfeó d'Alaró, la Capella Mallorquina i Pro Musica Chorus de Sóller, ja sigui en versió orquestral o per a dos pianos i percussió.
L'any 2009 l'Harpa va prendre part al Festival coral de Primavera organitzat pel cor de l'associació d'alumnes i exalumnes de la Universitat Oberta per a Majors.
A partir de l'any 2009 l'Harpa està dirigida per Margalida Aguiló Estrany, destacant la seva participació a les festes patronals d'Alcorcón l'any 2009 arrel d'una col·laboració amb la coral polifònica d'aquesta localitat, l'actuació al Festival de Música clàssica d'hivern (2010), la interpretació juntament amb altres corals del Magnificat de John Rutter (2012, 2013 i 2018), de la cantata Aleksandr Nevski de Prokofiev (2013), del Requiem de F. Hidas (2014 i 2015) i del Requiem de Berlioz (2016), obres dirigides per Fernando Marina, la interpretació juntament amb l'Orfeó d'Alaró i la Coral Cantate’97 de Riesenbeck amb l'Orquestra Simfònica i la Coral de l'Escola de Música d'Ibbenbüren d'una selecció del Te Deum de Bruckner i la Missa de la Coronació l'any 2012 i obres d'òpera l'any 2015 i els muntatges dels concerts "Una nit d'òpera” i “Una nit de sarsuela” per a cor, piano i soprano solista, juntament amb Pro Musica Chorus de Sóller els anys 2013, 2014 i 2015.
L'Harpa interpretà les Vesperae Solennes de Confessore KW 399 de Mozart al concert del Pregó del Dijous Bo de l'any 2014, juntament amb els Solistes de l'Orquestra Simfònica de les Illes Balears Ciutat de Palma.
L'Orfeó va participar en el concurs coral V Premis de Sant Feliu de Llubí de l'any 2013, on es va endur els premis a millor cor, premi especial V Aniversari i diploma millor interpretació de cançó clàssica i va rebre el premi 31 de desembre de l'Obra Cultural Balear, categoria Emili Darder, edició 2015.
Aquest mateix any, es va interpretar el Magnificat i el Gloria d'Vivaldi a la catedral de Bayeux, juntament amb Pro Musica Chorus de Sóller.
En el 2017 l'Harpa participà en El Messies participatiu, organitzat per l'Orquestra Simfònica de les Illes Balears, juntament amb la Coral Universitària i altres cors, i al 2018 va actuar en un concert commemoratiu del centenari Bernstein, organitzat per Euroclàssics, i amb el Gloria d'Vivaldi participatiu, organitzat per la Fundació La Caixa, sota la direcció de Joan Company, col·laboració que es va repetir l'any 2019, interpretant la Cantata 147 de Bach.
Des de l'any 2018, l'Harpa participa anualment al Cicle de Litúrgia i Cant Coral del monestir de Santa Clara de Palma.
Durant aquests darrers anys l'Harpa també ha vist incrementat el seu nombre d'actuacions a Inca ja que, a més del tradicional concert de Reis i la seva participació anual al concert del pregó del Dijous Bo, ha realitzat els concerts del pregó de Setmana Santa els anys 2012, 2014, 2016 i 2018 i diverses actuacions per les festes de Nadal, fires i Pentecosta.
Actualment l'Orfeó està integrat per uns quaranta cantaires que treballen amb il·lusió per obrir-se a diferents estils i per millorar la seva formació vocal i musical.